# 容疑者 (2002年の映画)
『容疑者』（原題: City by the sea）は、アメリカ合衆国の映画。
ピュリッツァー賞を受賞したジャーナリスト、マイク・マクレリーの取材記事が原案となっている。殺人事件を通し親子の絆に追ったサスペンスドラマ。

## あらすじ
ブルックリン・ビーチで麻薬密売人の他殺体が発見された。ニューヨーク市警のヴィンセント（ロバート・デ・ニーロ）は、殺害場所が自分の故郷ロングアイランドであることを突き止め、捜査を兼ねて14年ぶりに帰省する。しかし、調べを進めるうちに捜査線上に容疑者として浮かび上がってきたのは、離婚により幼い頃に生き別れた息子、ジョーイ（ジェームズ・フランコ）であった。

## キャスト
| 役名                 | 俳優                       | 日本語吹替 |
| -------------------- | -------------------------- | ---------- |
| ビンセント・ラマーカ | ロバート・デ・ニーロ       | 佐々木勝彦 |
| ミシェル             | フランシス・マクドーマンド | 唐沢潤     |
| ジョーイ・ラマーカ   | ジェームズ・フランコ       | 川島得愛   |
| ジーナ               | エリザ・ドゥシュク         | 朴璐美     |
| レッジ・ダフィ       | ジョージ・ズンザ           | 後藤哲夫   |
| マギー               | パティ・ルポーン           | 寺内よりえ |
| スパイダー           | ウィリアム・フォーサイス   | 廣田行生   |
| デイブ・サイモン刑事 | アンソン・マウント         |            |
| ヘンダーソン署長     | ジョン・ドーマン           |            |
| スネーク             | ブライアン・タランティナ   |            |
|                      | ドレナ・デ・ニーロ         |            |
|                      | マイケル・P・モラン        |            |
| ロッシ刑事           | ネスター・セラーノ         |            |
| アーニー             | マシュー・カウルズ         |            |
|                      | リンダ・エモンド           |            |
|                      | マーク・ラ・ムラ           |            |
|                      | ジル・マリー・ローレンス   |            |

- その他の日本語吹き替え：平川大輔／辻親八／石住昭彦／遠藤純一／竹田雅則／蓮池龍三／すずき紀子／沢谷有梨／宮島史年／河本邦弘